# Международная экспансия Netflix

Доступность Netflix по странам на март 2022 года
Доступен
Недоступен

Международная экспансия Netflix (англ. International expansion of Netflix) — расширение деятельности компании Netflix — американская развлекательная компания, поставщик фильмов и сериалов на основе потокового мультимедиа, которая вышла на международный уровень в 2010 году.

## 2010 год. Канада
Компания начала предлагать потоковый сервис на международном рынке 22 сентября 2010 года в Канаде. В то время канадцы могли подписаться на Netflix за $7,99 в месяц Генеральный директор Рид Хастингс назвал эту цену "самой низкой, самой агрессивной ценой, которая у нас когда-либо была". Однако, несмотря на провозглашённую низкую цену, выбор контента в Канаде был крайне ограничен. В 2012 году данные, проведённые Джошем Левеном для Канадского онлайн-бизнеса, показали, что в Соединённых Штатах в библиотеке Netflix было 10 625 уникальных экземпляров, в то время как в Канаде их было всего 2647. Важно отметить, что с самого начала канадский Netflix предлагал контент, недоступный в Соединённых Штатах. Например, короткометражный комедийный сериал телесети Fox "Бегущий Уайлд" с Кери Рассел и Уиллом Арнеттом в главных ролях начал транслироваться на канадском Netflix в тот же день, когда он начал транслироваться в Соединённых Штатах по сетевому телевидению, но не был доступен на американском Netflix – стал "эксклюзивом только для Канады". Тем не менее, несмотря на ограниченный выбор потокового вещания, компании потребовалось меньше года, чтобы охватить один миллион подписчиков, то есть примерно три процента населения Канады. Кроме того, по состоянию на февраль 2014 года Netflix использовали примерно 5,8 миллиона канадцев, или 29% англоговорящего населения Канады. Число канадских клиентов с 2012 года было увеличено примерно на 40% .

## 2011 год.Латинская Америка
5 июля 2011 года компания Netflix объявила о своих планах по запуску стримингового сервиса в Латинской Америке, который на сегодняшний день является её крупнейшим расширением. В то время у Netflix было 23 миллиона подписчиков в США и Канаде. Выход на латиноамериканский рынок означал получение доступа примерно к 600 миллионам человек. Хотя высокоскоростной интернет в Латинской Америке не так доступен, как в Соединённых Штатах и Канаде, после объявления о его расширении в Латинскую Америку акции Netflix сразу же подскочили на 8%, достигнув рекордной цены в $291.
Начиная с сентября 2011 года, компания начала свою экспансию в 43 страны и территории Центральной и Южной Америки, а также Карибского бассейна, предлагая контент на английском, испанском и португальском языках. Бразилия стала первой страной в Латинской Америке, которая запустила этот сервис 5 сентября. Там эта услуга предлагалась по цене $14,99 или примерно $9,10 в месяц, что делало её более дорогой, чем в США и Канаде. Первыми странами, запустившими стриминговый сервис в Латинской Америке после Бразилии, стали Аргентина, Чили, Колумбия и Мексика соответственно 7, 8, 9 и 12 сентября. В последующие недели сервис распространился на остальные 38 стран. Среди контента, распространяемого в Латинской Америке, были программы CBS, Miramax и Showtime.
Запуск в Латинской Америке оказался не таким успешным, как рассчитывала компания. Несмотря на то, что на данной территории у Netflix не было конкурентов по потоковой передаче, в отличие от Канады, цифровой разрыв (отсутствие широкополосного доступа в Интернета) препятствовал быстрому росту. В Бразилии, например, только 20% населения имели скорость интернета более 500 кбит/с, а для потоковой передачи контента Netflix минимальная необходимая скорость 800 кбит/с. Кроме того, отсутствие конкурентов в некоторых отношениях также замедлило рост. В то время как в Канаде новые подписчики обслуживались другими компаниями, предоставляющими подобный контент, эта концепция была новой для широкой латиноамериканской аудитории, что заставляло некоторых скептически относиться к перспективе расширения Netflix на данной территории.
Банковская система, не привыкшая к регулярным ежемесячным платежам, усугубила эту проблему. Тем не менее, в то время как латиноамериканская экспансия происходила медленнее, чем ожидалось, и Netflix вкладывала в неё дополнительные средства,их экспансия в Канаду протекала  намного быстрей, и в целом первые две кампании Netflix по расширению на международный рынок оказались довольно успешными. Кроме того, несмотря на препятствия для роста в Латинской Америке, Netflix продолжал стремиться к расширению контента, подписав контракт с Fox в мае 2012 года, который вступил в силу с 15 июля, чтобы сделать популярный контент этой телесети (Как я встретил вашу мать, Glee, Кости, Секретные материалы) доступным в этом регионе.

## 2012 год. Великобритания, Ирландия и Скандинавия
Экспансия Netflix в Европу началась с Великобритании и Ирландии 4 января 2012 года. К 18 октября она распространилась на Данию, Финляндию, Норвегию и Швецию.
По словам Кристофа Бэрона, генерального директора международной маркетинговой группы Mindshare, стратегия компании по внедрению на новые рынки начиналась с ограниченного предложения, которое стоит им немного и минимизирует риски. Затем сотрудники Netflix собирают очень подробные данные о предпочтениях местного населения, и структурируют программирование и инвестиции вокруг потребительского поведения. Это объясняет культурные различия, различия во вкусах аудитории, и соответственно стимулирует увеличение числа клиентов. К сентябрю 2013 года Netflix добавила в свой каталог небольшое количество контента с каналов Channel 4, ITV и BBC.
В Великобритании и Ирландии Netflix подключила своего миллионного абонента в июле 2012 года, раньше, чем в Канаде, несмотря на более поздний старт. Британский совет по исследованию аудитории вещательных компаний сообщил, что Netflix чрезвычайно успешен на британском рынке. К 2014 году более одного из десяти домохозяйств в стране подписались на их услуги, что более чем в два раза превышает количество подписчиков Amazon Prime в этой стране. По состоянию на осень 2014 года у Netflix было три миллиона британских подписчиков, их число увеличилось вдвое по сравнению с 2013 годом. По оценкам экспертов Netflix, на 2016 год в Ирландии насчитывается более 300 000 подписчиков.

## 2013 год.Нидерланды
Вслед за Великобританией и Скандинавией, следующей страной в Европе, получившей услугу Netflix, 11 сентября 2013 года стали Нидерланды. Однако Нидерланды были единственной страной, в которую Netflix распространила свои услуги в 2013 году, поскольку компания решила замедлить расширение, для усиления контроля расходов. В том же году компания потратила 3 миллиарда долларов на новый контент. Келли Мерриман, вице-президент компании по закупкам контента, заявила, что телешоу, имеющие большое количество загрузок в сетях BitTorrent и на пиратских сайтах, скорее всего, будут предлагаться в рамках подписки Netflix. Генеральный директор Netflix далее объяснил, что загрузка с пиратских сайтов помогает создать спрос, затем пользователи могут переключиться на легальные сервисы для улучшения качества обслуживания.  
В последнем квартале 2013 года Netflix получил больше новых подписчиков из зарубежных стран, чем из Соединённых Штатов, впервые с начала европейской экспансии, что усиливает важность международной экспансии. Как сказал медиааналитик Энтони Уайбл, "В Соединённых Штатах не так уж много людей. Остальная часть мира гораздо больше, и присоединение внутренних абонентов в какой-то момент начнёт замедляться." В конце 2013 года число пользователей в Соединённых Штатах достигло примерно 32 миллионов, а в других странах — около 10 миллионов. В 2013 году журнал Forbes подсчитал, что на долю международного стриминга приходилось 15% стоимости компании. На Netflix подписались примерно 30% домохозяйств в Соединенных Штатах.

## 2014 год.Западная ЕвропаиИндия
К 19 сентября 2014 года сервис стал доступен в Австрии, Бельгии, Франции, Германии, Люксембурге, Швейцарии и Индии. В отличие от всех остальных стран, во Франции Netflix приняли довольно враждебно из-за опасений негативного воздействия компании на культуру страны. Это привело к тому, что у Netflix появилась идея создать сериал под названием Marseille, по сути, ремейк знаменитого сериала "Карточный домик" в контексте французских реалий, и он стал одним из первых шоу Netflix на неанглийском языке.
До начала международной экспансии в 2010 году абонентская база Netflix росла в среднем на 2,4 миллиона человек в год. После расширения в Канаду, Латинскую Америку и, наконец, Европу, абонентская база возрастала в среднем на 7 миллионов человек в год, что делает международную экспансию ключевым фактором для дальнейшего роста Netflix на мировом рынке. Примечательно, что компания планировала выпустить более 20 оригинальных шоу в 2015 и 2016 годах, в том числе свой первый неанглоязычный сериал.

## 2015 год.Австралия,Новая ЗеландияиЯпония
Экспансия в Австралию и Новую Зеландию произошла 24 марта 2015 года. 4 февраля 2015 года было объявлено, что экспансия в Японию начнется осенью 2015 года. В мае 2015 года Netflix сообщила, что ведет переговоры с медиахолдингом Wasu Джека Ма и другими партнерами по поводу выхода на китайский рынок.

## 2015 год. Южная Европа: Испания, Италия и Португалия
6 июня 2015 года Рид Хастингс объявил в интервью португальской газете Expresso, что Netflix выйдет на итальянский, португальский и испанский рынки в октябре и что будет открыт Центр поддержки Южной Европы в Лиссабоне, который охватит предыдущие три рынка плюс Францию.

## 2015-2016 годы. Дальнейшая экспансия в Азию и Африку
9 сентября 2015 года Netflix объявила, что продолжит свою экспансию в Азию, запустив сервис в Пакистане, Китае, Сингапуре и Южной Корее в начале 2016 года, а также на Филиппинах и в Юго-Восточной Азии в ближайшем будущем.
6 января 2016 года на выставке Consumer Electronics Show Netflix объявила о плане крупной международной экспансии на 130 новых территорий (включая большинство районов Африки). С этим расширением компания выдвинула идею доступности сервиса почти "по всему миру", исключая лишь материковый Китай и регионы, подпадающие под санкции США, такие как Крым, Сирия и Северная Корея. Компания также объявила о партнерстве с LG для продвижения предоплаченных услуг в Азии, Европе и на Ближнем Востоке.

## 2017 год. Соглашение сКитаем
Во время анонса на выставке Consumer Electronics Show Хастингс заявил, что любая потенциальная экспансия в Китай может занять "много лет" из-за жесткого регулирования интернет- и медиа-индустрии в стране. Компания признала, что некоторые из ее оригинальных проектов (такие как "Крадущийся тигр, затаившийся дракон: Меч судьбы") были предназначены для привлечения потенциальной китайской аудитории, и Хастингс заявил, что компания находится в процессе выстраивания отношений с местными партнерами, с которыми она могла бы создать совместное предприятие. Позже права на сериал Карточный домик, были проданы Sohu, и он имел скромный успех, пока не был изъят из проката надзорными органами. 25 апреля 2017 года Netflix объявила, что она достигла лицензионного соглашения с принадлежащим Baidu потоковым сервисом iQiyi, хотя конкретные детали сделки не были объявлены, некоторые оригинальные постановки Netflix были анонсированы на день их с iQiyi премьеры в другом месте.

## Россия
В ночь на 15 октября 2020 года у Netflix, который доступен в России с 2016 года, появилась полноценная русскоязычная версия.

### Бойкот
3 марта 2022 года, компания объявила о приостановке всех проектов в России, в знак протеста против вторжения на Украину.

## Политические разногласия
Netflix столкнулся с политическими противоречиями в отношении некоторых своих международных постановок, включая «Механизм», «Фауда» и «АМО». Эпизод сериала Patriot Act с Хасаном Минхаджем, критикующим правительство Саудовской Аравии, первоначально был доступен на Netflix в Саудовской Аравии, но после жалобы правительства доступ к нему в стране был закрыт. В феврале 2020 года компания опубликовала свой первый отчет о том, что она выполняла требования правительств об удалении контента в своих странах в общей сложности 9 раз с момента начала деятельности:
- В Сингапуре Netflix удовлетворил просьбу удалить «Cooking on high[англ.]» и «Раскосяченные» в 2018 году, «Последнее искушение Христа» в 2019 году, «Последнее похмелье[англ.]» в 2020 году.
- В Германии Netflix удовлетворил просьбу удалить «Ночь живых мертвецов» в 2017 году.
- Во Вьетнаме компания удалила фильм «Цельнометаллическая оболочка» в 2017 году.
- В Новой Зеландии Netflix удовлетворил просьбу удалить фильм «The Bridge[англ.]» в 2015 году.
- В Саудовской Аравии Netflix удовлетворил просьбу удалить эпизод «Саудовская Аравия» из сериала Patriot Act с Хасаном Минхадж[англ.] в 2019 году.